# Матје Амалрик
Матју Амалрик (фр. Mathieu Amalric; 25. октобра 1965. године, Неји на Сени, Сенски висови), француски је позоришни, ТВ и филмски глумац.